# コンスタンス・オブ・ヨーク (グロスター伯爵夫人)
コンスタンス・オブ・ヨーク（Constance of York, Countess of Gloucester, 1375年ごろ - 1416年11月28日）は、初代ヨーク公エドマンド・オブ・ラングリーとイザベラ・オブ・カスティル（カスティーリャ王ペドロ1世とその愛妾マリア・デ・パディーリャの娘）の間の一人娘である。

## 生涯
コンスタンスは、1375年頃に初代ヨーク公エドマンド・オブ・ラングリーとその妻イザベラ・オブ・カスティルの一人娘として生まれた。母イザベラは、カスティーリャ王ペドロ1世とその愛妾マリア・デ・パディーリャの末娘であった。
1397年9月29日にリチャード2世によりグロスター伯に叙せられたトマス・ル・ディスペンサーと結婚したが、リチャード2世の廃位とヘンリー4世の即位の後にトマスの領地の一部は没収され、伯爵位も剥奪された。その結果、トマスらは1399年12月にヘンリー4世を暗殺しリチャード2世を王位に復帰させる陰謀（エピファニー蜂起として知られる）に加わった。フランスの年代記によると、この陰謀はコンスタンスの兄エドワードによりヘンリー4世に密告されたが、同時代のイギリスの年代記にはこの陰謀に対するエドワードの役割については何も触れられていない。トマスはすぐには捕らえられなかったが、最終的にはブリストルの当局に引き渡され、1400年1月13日に斬首された。夫の死後、コンスタンスは国王との近親関係により、夫の土地の大部分の終身所有権と息子の親権を与えられた。
1405年2月、オワイン・グリンドゥールの反乱の最中、コンスタンスは第5代マーチ伯エドマンド・モーティマーとその弟ロジャー・モーティマーをウィンザー城から誘拐する陰謀を企てた。コンスタンスはヘンリー4世のライバルたちの中でイングランド王位継承権が最も上位であったエドマンドを、グリンドゥールの娘キャサリン・フェルチ・オワイン・グリンドゥールと結婚していた叔父のサー・エドマンド・モーティマーに引き渡すつもりであったようである。エドマンド・モーティマーとその弟ロジャーはウェールズに入る前に再び捕らえられた。コンスタンスは兄のエドワードを陰謀に巻き込み、その結果エドワードはペヴェンジー城で17週間投獄された。エドワードは最終的にヘンリー4世の寵愛を取り戻した。コンスタンスはケニルワース城に送られ、最終的に押収された財産も返還された。
コンスタンスはヘンリー5世即位後の1416年に亡くなり、レディング修道院の主祭壇に埋葬された。

## 結婚と子女
1397年11月7日の少し前、コンスタンスは初代ル・ディスペンサー男爵エドワード・ル・ディスペンサーとエリザベス・ド・バーグハーシュの息子、初代グロスター伯トマス・ル・ディスペンサー（1373年 - 1400年）と結婚し、以下の子女をもうけた。
- エリザベス（1398年頃没） - 早世
- リチャード（1396年 - 1414年） - 4代バーグハーシュ男爵
- エドワード（1400年以前生） - 早世
- ヒュー（1400年頃 - 1401年）
- イザベル（1400年 - 1439年） - 初代ウスター伯リチャード・ビーチャムと結婚、13代ウォリック伯リチャード・ド・ビーチャムと再婚

夫トマス・ル・ディスペンサーの死後、コンスタンスは第4代ケント伯エドマンド・ホランド（1383年 - 1408年）と婚約、もしくは愛妾となった。エドマンド・ホランドとの間には非嫡出子のエレノア・ホランドが生まれ、エレノアは第5代オードリー男爵ジェームズ・トゥチェット（1459年没）と結婚した。